# Centrale elettronucleare Turkey Point
La centrale elettronucleare Turkey Point (il suo nome ufficiale in inglese è Turkey Point Nuclear Generating Station) è una centrale elettrica mista, sia nucleare (due reattori funzionanti ed altri due previsti) che termica (3 gruppi) localizzata su di un sito di 13 km² di estensione 3,2 km ad est rispetto a Homestead in Florida (Stati Uniti d'America), circondato dal Parco nazionale di Biscayne e dal Parco nazionale delle Everglades, a 40 km a sud del centro di Miami, vicino al bordo più meridionale della Contea di Miami-Dade.
La centrale Turkey Point è un complesso energetico in cui operano cinque generatori. La parte termoelettrica consiste in due generatori da 400-megawatt che possono essere alimentati ad olio combustibile/gas naturale (Unit 1 e 2) e due reattori nucleari della Westinghouse del tipo PWR (le unità 3 e 4), e ognuna fornisce vapore ad una turbina ad alta pressione e a due turbine a bassa pressione con una potenza elettrica certificata a 693 MWe per ogni unità.
Nel 2007, è stata aggiunta l'Unità 5, da 1150 MWe a gas naturale a ciclo combinato.
La centrale elettronucleare di Turkey Point fornisce energia elettrica all'intera porzione sud della Florida. Con una capacità combinata di 3330 MWe, il sito è la maggiore stazione di generazione elettrica in Florida e costituisce il sesto maggior impianto di potenza negli Stati Uniti d'America.

## Autorizzazione per il proseguimento dell'operatività dei reattori
Nel 2002, la Nuclear Regulatory Commission (NRC) estense le licenze operative per entrambi i reattori nucleari da 40 anni a 60.
Nel 2006, la Florida Power & Light informava la NRC che aveva piani per fare richiesta di nuove unità da costruire nella Turkey Point. La FPL ha inoltrato la richiesta per una proposta iniziale d'incremento della capacità elettro-generatrice alla "Florida Public Service Commission" nell'ottobre del 2007.
La proposta è stata approvata dalla PSC nel marzo del 2008.
La FPL ha piani per spendere circa 1,5 miliardi di dollari per aumentare la capacità dei suoi quattro generatori elettronucleari a Turkey Point e nella Centrale elettronucleare di St. Lucie per un totale di circa 400 MWe nel 2012.

## Abitato circostante
La Nuclear Regulatory Commission ha definito due zone di emergenza attorno alle centrali nucleari: una zona di esclusione lungo la traiettoria di una eventuale nube radioattiva con un raggio di 16 km, che concerne principalmente l'esposizione diretta (inalazione della contaminazione radioattiva trasportata dai venti), è una zona di ingestione dei prodotti contaminati dalle radiazioni ampia 80 km.
Nel censimento del 2010, la popolazione all'interno dei 16 km di raggio centrati su Turkey Point era di 161 556 abitanti (analisi di U.S. Census data for msnbc.com). La popolazione entro gli 80m km era superiore ai 3 milioni di abitanti (3.476.981, un incremento del 15,1% dal 2000). Le città entro il raggio di 80 kilometri includono Miami e Miami Beach (a 40 km dal centro della città).

## Espansione dell'impianto
È prevista l'espansione dell'impianto tramite la costruzione di due reattori AP1000.